# Hauptfigur
Die Hauptfigur, Hauptperson oder Hauptrolle (englisch main character) ist in der Literatur oder der darstellenden Kunst diejenige Figur, um die es in der Geschichte geht, deren Geschichte erzählt wird, die die Handlung (Dramaturgie oder Choreographie) einer Erzählung, eines Romans, Drehbuchs bzw. einer Filmhandlung, eines Theaterstücks oder des Librettos eines Musiktheaters (Ballett, Oper) usw. maßgeblich vorantreibt, der Protagonist. Daher wird er auch umgangssprachlich der „Held der Geschichte“ genannt. Als  Randfigur oder Nebenfigur (englisch subordinate character) wird eine fiktive Gestalt bezeichnet, die eine Nebenrolle spielt. Sie kann aber in Erzählungen in der Terminologie von Franz Karl Stanzel als „peripherer Ich-Erzähler“ auftreten oder in Genette'scher Terminologie als „autodiegetischer Erzähler“ wirken (Erzähltheorie).

## Funktion der Hauptfigur als Protagonist
Je nach narrativer Präsenz und Anteil am gesprochenen bzw. geschriebenen Text lassen sich:
- Hauptfiguren und
- Nebenfiguren unterscheiden.

Hauptfiguren können ihrer Funktion nach für den Handlungsverlauf eingeteilt werden in:
- Helden (Protagonisten) und
- Gegenspieler (Antagonisten) einzuteilen.

Die Geschichte der Hauptfigur oder des Protagonisten, ihre Konflikte, ihre Abenteuer oder ihre seelische oder körperliche Entwicklung bilden den Stoff der Geschichte.  Meist ist der Protagonist daran erkennbar, dass er im Verlauf des Stücks eine Wandlung erfährt, sich also durch die Ereignisse und Erfahrungen (meist zum Guten) weiterentwickelt. Der Protagonist muss nicht mit der Titelfigur eines Werkes identisch sein, dies ist jedoch häufig der Fall. Sherlock Holmes klärt Verbrechen, Tamino hat Prüfungen zu bestehen, Harry Potter muss Voldemort bekämpfen, wird aber gleichzeitig erwachsen.
Meist tritt in Erzählungen auch ein Antagonist (Gegenspieler) auf, der entgegengesetzte Ziele verfolgt wie die Hauptfigur, die Verbrecher bei Holmes, Die Königin der Nacht bei Tamino, Voldemort bei Harry Potter. Dann bestimmt die Auseinandersetzung, Kontroverse, Meinungsverschiedenheit zwischen Protagonist und Antagonist die Erzählung. Gleichzeitig gibt es oft auch bedeutende Nebenfiguren, die begleitend ihre eigene Geschichte erleben, Doktor Watson für Holmes, Papageno in der Zauberflöte, Ron und Hermine für Harry. Ist die Nebenfigur Begleiter der Hauptfigur, wird sie in Comic und Film oft Sidekick genannt.
Die Hauptfigur muss kein Mensch sein, neben Außerirdischen in der Science Fiction können z. B. auch Familien, Länder oder Ideen zur Hauptfigur einer Erzählung werden. Gleiches gilt auch für den Antagonisten.
Darunter gibt es zahlreiche Sonderformen, etwa den ersten Liebhaber in der Oper. Siehe auch: Leading Lady und Leading Man
Manchmal ist die Hauptfigur auch der Erzähler (Ich-Perspektive), eine spezielle Erzählperspektive, die Geschichte kann personal in der dritten Person erzählt werden, eine weitere Romanfigur kann die Geschichte der Hauptfigur erzählen (Dr. Watson in Sherlock Holmes), ein allwissender (auktorialer) Erzähler kann alles über die Hauptfigur wissen und dem Leser mitteilen.

## Hauptfigur vs. Titelfigur
Obwohl es sich tatsächlich zumeist um ein und dieselbe Figur handelt, entspricht die Hauptfigur bzw. -rolle nicht grundsätzlich der Titelfigur/-rolle. Die Titelfigur ist diejenige Figur eines Werkes, die diesem seinen Namen – seinen Titel (vgl. Buchtitel, Filmtitel) – gibt, während die Hauptfigur diejenige ist, die im Zentrum der erzählten Geschichte steht und/oder deren Handlung maßgeblich vorantreibt. Ein Beispiel für unterschiedliche Haupt- und Titelfiguren ist die Romantrilogie Der Herr der Ringe. Die Titelfigur „Herr der Ringe“ ist in der Handlung der Antagonist der Hauptfigur „Frodo“.
Beispiele für Titelfiguren, und gleichzeitig Hauptfiguren, sind Goethes „Heinrich Faust“ (Werk: Goethes Faust), Cervantes’ „Junker Don Quijote von der Mancha“ (Don Quijote), Schillers „Wilhelm Tell“ (Wilhelm Tell) oder J. K. Rowlings „Harry Potter“ (Harry Potter).

## Die Hauptrolle in der darstellenden Kunst
In der darstellenden Kunst wird ein für eine Hauptrolle besetzter Darsteller als Hauptdarsteller bezeichnet. In den meisten Fällen handelt es sich bei einer solchen Hauptfigur zugleich auch um den Protagonisten des jeweiligen Werkes, jedoch ist es auch möglich, dass ein Antagonist die Hauptrolle innehat.
Eine Hauptfigur zu verkörpern, kann insbesondere für Filmschauspieler mit höchstem Ruhm einhergehen. Der wichtigste Filmpreis, den ein Schauspieler dabei gewinnen kann, ist der Oscar in der Kategorie „Bester Hauptdarsteller“ bzw. „Beste Hauptdarstellerin“.

## Einzelbelege
1. ↑  Jens Eder: Hauptfigur. Das Lexikon der Filmbegriffe, 13. Oktober 2013
2. ↑  Katha Joos alias Feael Silmarien: Kategorien von Figuren: Terminologie (Protagonist, Hauptfigur, Nebenfigur, Reflektorfigur).
3. ↑  siehe hierzu auch Heldenreise